# Pisuerga
Pisuerga – rzeka w północnej Hiszpanii, prawy dopływ Duero. Długość ok. 275 km. Główne dopływy: Ribera, Valdavia, Carrión (prawe), Arlanza, Esgueva (lewe). Przepływa przez: Cervera, Aguilar de Campoo, Herrera de Pisuerga, Dueñas, Valladolid. Dorzecze – 15 759 km². Różnica poziomów – ok. 1230 m (źródło na wysokości ok. 1920 m n.p.m., ujście – ok. 690 m n.p.m.)
Nazwa rzeki pochodzi od rzymskiego obozu Pisoraca, w którym zatrzymywali się legioniści zdążający do Clunii podczas wojen z Kantabrami.
Pisuerga ma swoje źródło w jaskini Cueva del Cobre niedaleko Santa María de Redondo w Górach Kantabryjskich, w prowincji Palencia – mniej więcej pośrodku prostokąta wyznaczonego przez Oviedo, Santander, León i Burgos. W górnym biegu rzeki znajduje się pierwsza zapora, koło miejscowości Arbejal, która tworzy sztuczny zbiornik Embalse de la Requejada. Utworzono go w 1940 r., ma pojemność 65 milionów m³. Kolejny sztuczny zbiornik, największy w tej części kraju to Embalse de Aguilar de Campoo, utworzony przez tamę w Aguilar de Campoo zbudowaną w 1963 r. o pojemności 247 milionów m³ (niespełna ćwierć kilometra sześciennego). Dzięki tym zbiornikom poziom wody w rzece jest mniej więcej regularny przez cały rok.
Uchodzi do Duero w pobliżu miejscowości Pesquerela koło Simancas (ok. 15 km na południowy zachód od Valladolid).